# 625 Xenia
625 Xenia
625 Xenia là một tiểu hành tinh ở vành đai chính. Nó được August Kopff phát hiện ngày 11.2.1907 ở Heidelberg và được đặt theo tên Xenia, tên họ của phụ nữ Đức, cũng có thể được gợi ý từ 2 chữ XN (Xenia) trong tên tạm thời của nó